# Perth Challenger 1992
Il Perth Challenger 1992 è stato un torneo di tennis facente parte della categoria ATP Challenger Series nell'ambito dell'ATP Challenger Series 1992. Il torneo si è giocato a Perth in Australia dal 30 novembre al 6 dicembre 1992 su campi in erba.

## Vincitori

### Singolare
Kent Kinnear ha battuto in finale  David Adams con il punteggio di 6–2, 6–4

### Doppio
Lan Bale /  David Nainkin hanno battuto in finale  Andrew Florent /  Andrew McLean con il punteggio di 3–6, 7–6, 7–5